# VSV in het seizoen 1957/58
Het seizoen 1957/1958 was het vierde jaar in het bestaan van de Velsense betaaldvoetbalclub VSV. De club kwam uit in de Nederlandse Eerste divisie A en eindigde daarin op de 12e plaats. Tevens deed de club mee aan het toernooi om de KNVB beker, hierin werd in de voorronde verloren van Enschedese Boys (2–3).

## Wedstrijdstatistieken

### Eerste divisie A
|       | AGOVV | Alkmaar '54 | D.F.C | DWS   | EDO   | Excelsior | De Graafschap | Helmond | HVC   | RBC   | Roda Sport | SVV   | Vitesse | Volendam | Willem II |
| ----- | ----- | ----------- | ----- | ----- | ----- | --------- | ------------- | ------- | ----- | ----- | ---------- | ----- | ------- | -------- | --------- |
| Thuis | 1 – 2 | 0 – 1       | 1 – 1 | 0 – 3 | 0 – 0 | 0 – 1     | 3 – 1         | 1 – 2   | 0 – 2 | 3 – 2 | 3 – 0      | 1 – 1 | 1 – 0   | 0 – 4    | 4 – 3     |
| Uit   | 4 – 0 | 4 – 0       | 3 – 0 | 1 – 0 | 1 – 0 | 4 – 1     | 2 – 4         | 1 – 2   | 3 – 0 | 1 – 1 | 0 – 1      | 2 – 2 | 4 – 1   | 3 – 1    | 5 – 2     |

### KNVB beker
| Voorronde                                    | VSV                                    | 2 – 3 (0 – 2) | Enschedese Boys                                        |
| 1 september 1957 Plaats: Velsen Schoonenberg | Rinus Spaans –' (pen.) Jaap Pelser 80' |               | 20' Gerrit Nijsink 35' Edy Groothuis 86' Jan Verhoeven |

## Statistieken VSV 1957/1958

### Eindstand VSV in de Nederlandse Eerste divisie A 1957 / 1958
| Stand | Gespeeld | Gewonnen | Gelijk | Verloren | Punten | Doelpunten voor | Doelpunten tegen |
| ----- | -------- | -------- | ------ | -------- | ------ | --------------- | ---------------- |
| 12e   | 30       | 8        | 5      | 17       | 21     | 33              | 61               |

### Topscorers
| #                 | Naam               | Goal |
| ----------------- | ------------------ | ---- |
| 1.                | Cor van der Hijden | 5    |
| 1.                | Johan Planken      | 5    |
| 3.                | Gerry van Dolder   | 4    |
| 4.                | Jan Brederveld     | 3    |
| 4.                | Henny van Deursen  | 3    |
| 4.                | Albert Post        | 3    |
| 7.                | P. Kramer          | 2    |
| 7.                | Hans Pieterse      | 2    |
| 9.                | Jaap Malestein     | 1    |
| 9.                | Chiel Mertens      | 1    |
| 9.                | Jaap Pelser        | 1    |
| Onbekend doelpunt |                    |      |
| –                 | Onbekend           | 3    |
| Totaal            | Totaal             | 33   |

| #      | Naam         | Goal |
| ------ | ------------ | ---- |
| 1.     | Jaap Pelser  | 1    |
| 1.     | Rinus Spaans | 1    |
| Totaal | Totaal       | 2    |